# Kutter H 71
Kutter H 71 er en dokumentarfilm fra 1943 instrueret af Søren Melson efter eget manuskript.

## Handling
Karl Åge kunne godt tænke sig sin egen fiskekutter, men han har ikke penge. Staten træder dog hjælpende til med tilskud.